# Socjaldemokracja (Czechy)
Socjaldemokracja (cz. Sociální demokracie, SOCDEM), do 2023 Czeska Partia Socjaldemokratyczna (cz. Česká strana sociálně demokratická, ČSSD) – socjaldemokratyczna centrolewicowa partia polityczna w Czechach.
Skrótowo określano ją jako „demokracja socjalna” (cz. sociální demokraté).

## Historia
W wyborach parlamentarnych w 1996 partia zajęła drugie miejsce z poparciem 26,4%, co dało jej 61 na 200 mandatów w Izbie Poselskiej. W następnych wyborach parlamentarnych socjaldemokracja zajęła pierwsze miejsce z 32,1% i 74 mandatami i utworzyła mniejszościowy rząd pod przywództwem premiera Miloša Zemana.
W 2002 ponownie wygrała wybory parlamentarne, zdobywając 70 z 200 miejsc w Izbie Poselskiej, następnie zaś tworząc większościową centrolewicową koalicję z Unią Chrześcijańsko-Demokratyczną – Czechosłowacką Partią Ludową oraz US-DEU pod przywództwem Vladimíra Špidli (2002–2004). Kolejnymi premierami popieranymi przez tę koalicję byli Stanislav Gross (2004–2005) i Jiří Paroubek (2005–2006).
W wyborach parlamentarnych 2006 partia zdobyła 32,3% głosów i 74 mandaty, przechodząc do opozycji wobec rządów centroprawicy. W wyborach 2010 partia zajęła pierwsze miejsce, uzyskując 22,08% głosów i 56 mandatów bez szans na utworzenie większościowej koalicji centrolewicowej. W Senacie partia reprezentowana była przez 29 senatorów. Wybory samorządowe i senackie w 2012 roku okazały się dla socjaldemokratów zwycięstwem. Socjaldemokraci wygrali wybory wygrywając w 9 z 12 krajów. Partia wprowadziła do senatu 23 kandydatów.
W czerwcu 2017 roku ówczesny premier Czech Bohuslav Sobotka ustąpił ze stanowiska przewodniczącego ze względu na słabe notowania partii. Nowym przewodniczącym został Lubomír Zaorálek.
18 lutego 2018 przewodniczącym partii został Jan Hamáček.
W wyborach parlamentarnych w 2021 partia nie uzyskała żadnego mandatu w Izbie Poselskiej, co było jej najgorszym wynikiem od 2001, w związku z czym Jan Hamáček zrezygnował z funkcji przewodniczącego. W grudniu 2021 na nowego przewodniczącego wybrano Michala Šmarda.
W wyborach samorządowych w 2022 partia utraciło ok. połowę z 2 tys. radnych, a w wyborach senackich w 2022 nie uzyskała żadnego mandatu, tym samym jedynym przedstawicielem ČSSD w parlamencie stał się wybrany w 2018 senator Petr Vícha.
W 2023 partia postanowiła zmienić nazwę na Socjaldemokrację (Sociální demokracie) i przyjęła skrót SOCDEM.
Po porażce w wyborach do Parlamentu Europejskiego w 2024 i słabym wyniku w wyborach do zgromadzeń regionalnych, w październiku 2024 przewodniczącą partii została Jana Maláčová.

## Poparcie
| Wybory | Poparcie | Zmiana punktów procentowych | Mandaty | Zmiana |
| ------ | -------- | --------------------------- | ------- | ------ |
| 1990   | 4,1%     | -                           | 0       | -      |
| 1992   | 6,5%     | 2,4p.p.                     | 16      | 16     |
| 1996   | 26,4%    | 19,9p.p.                    | 61      | 45     |
| 1998   | 32,1%    | 5,7p.p.                     | 74      | 13     |
| 2002   | 30,2%    | 1,9p.p.                     | 70      | 4      |
| 2006   | 32,3%    | 2,1p.p.                     | 74      | 4      |
| 2010   | 22,08%   | 10,22p.p.                   | 56      | 18     |
| 2013   | 20,45%   | 1,63p.p.                    | 50      | 6      |
| 2017   | 7,27%    | 13,18p.p.                   | 15      | 35     |
| 2021   | 4,65%    | 2,62p.p.                    | 0       | 15     |

| Wybory | I tura | II tura | Uzyskane mandaty | Ilość mandatów ogółem |
| ------ | ------ | ------- | ---------------- | --------------------- |
| 1996   | 20,28% | 31,80%  | 25               | 25                    |
| 1998   | 21,71% | 22,66%  | 3                | 23                    |
| 2000   | 17,66% | 9,49%   | 1                | 15                    |
| 2002   | 18,37% | 27,29%  | 7                | 11                    |
| 2004   | 12,48% | 5,20%   | 0                | 8                     |
| 2006   | 19,23% | 20,91%  | 6                | 13                    |
| 2008   | 33,20% | 55,92%  | 23               | 29                    |
| 2010   | 25,28% | 44,02%  | 12               | 41                    |
| 2012   | 22,74% | 40,28%  | 13               | 48                    |
| 2014   | 22,04% | 35,95%  | 10               | 35                    |
| 2016   | 14,62% | 13,12%  | 2                | 25                    |
| 2018   | 9,22%  | 8,11%   | 1                | 13                    |
| 2020   | 8,13%  | 4,02%   | 0                | 3                     |
| 2022   | 3,94%  | 2,16%   | 0                | 1                     |
| 2024   | 3,59%  | -       | 1                | 1                     |

| Wybory | Poparcie | Zmiana punktów procentowych | Mandaty | Zmiana | L. miejsc dla Czech |
| ------ | -------- | --------------------------- | ------- | ------ | ------------------- |
| 2004   | 8,8%     | -                           | 2       | -      | 24                  |
| 2009   | 22,4%    | 13,6p.p.                    | 7       | 5      | 22                  |
| 2014   | 14,17%   | 8,23p.p.                    | 4       | 3      | 21                  |
| 2019   | 3,95%    | 10,22p.p.                   | 0       | 4      | 21                  |
| 2024   | 1,86%    | 2,09p.p.                    | 0       | 0      | 21                  |